# 拉梅爾塞 (卡爾達斯省)
拉梅爾塞是哥倫比亞的城鎮，位於該國中部，由卡爾達斯省負責管轄，距離首府馬尼薩萊斯98公里，始建於1911年，面積98平方公里，海拔高度1,799米，2005年人口6,324人。